# علم الطلائعيات
علم الطلائعيات (بالإنجليزية: Protistology)‏ هو نظام علمي مكرس لدراسة الطلائعيات، وهي مجموعة متنوعة للغاية من الكائنات حقيقية النواة. تعتبر جميع حقيقيات النوى باستثناء الحيوانات والنباتات والفطريات من الطلائعيات. وبالتالي، يتداخل مجال دراستها مع التخصصات الأكثر تقليدية لعلم الطحالب، وعلم الفطريات، وعلم الأوليات، تمامًا كما تحتضن الطلائعيات في الغالب كائنات وحيدة الخلية توصف بالطحالب، وبعض الكائنات التي كانت تعتبر في السابق فطريات بدائية، والأوليات (حيوانات أولية متحركة تفتقر إلى البلاستيدات الخضراء).
هم أشباه أعراق مع أشكال وأنماط حياة متنوعة للغاية. وتتراوح أحجامها من بيكويوكاريوت بقطر بضع ميكرومترات فقط إلى طحالب بحرية متعددة الخلايا يبلغ طولها عدة أمتار.